# U-1105
| U-1105 | U-1105 | U-1105 |
| --- | --- | --- |
| U 1105 | | |
| | | |
| Зображення підводного човна U-995, однотипного з U-1105                                                              | | |
| Верф | Nordseewerke, Емден | Nordseewerke, Емден |
| Під прапором | Третій Рейх | Третій Рейх |
| Належність | Крігсмаріне | Крігсмаріне |
| Порт приписки | Кіль, Гортен | Кіль, Гортен |
| Замовлення | 14 жовтня 1941 | 14 жовтня 1941 |
| Закладений | 6 липня 1943 | 6 липня 1943 |
| Спуск на воду | 20 квітня 1944 | 20 квітня 1944 |
| Введений до складу флоту                                                                                             | 3 червня 1944 | 3 червня 1944 |
| На службі | 1944—1945 | 1944—1945 |
| Сучасний статус | 19 вересня 1949 року затоплений у річці Потомак | 19 вересня 1949 року затоплений у річці Потомак |
| Бойовий досвід | Друга світова війна Битва за Атлантику | Друга світова війна Битва за Атлантику |
| Проєкт | | |
| Тип ПЧ | середній торпедний ДПЧ | середній торпедний ДПЧ |
| Вартість | 4 714 000 ℛℳ | 4 714 000 ℛℳ |
| Основні характеристики                                                                                               | | |
| Швидкість (надводна)                                                                                                 | 17,9 вузла | 17,9 вузла |
| Швидкість (підводна)                                                                                                 | 8 вузлів | 8 вузлів |
| Робоча глибина занурення                                                                                             | 100 м | 100 м |
| Гранична глибина занурення                                                                                           | 250 м | 250 м |
| Дальність плавання                                                                                                   | 8500 морських миль (15 700 км) на швидкості 10 вузлів (у надводному положенні) 80 морських миль (150 км) на швидкості 4 вузли (в підводному положенні) | 8500 морських миль (15 700 км) на швидкості 10 вузлів (у надводному положенні) 80 морських миль (150 км) на швидкості 4 вузли (в підводному положенні) |
| Екіпаж | 44—60 осіб | 44—60 осіб |
| Розміри | | |
| Довжина найбільша (по КВЛ)                                                                                           | 67,1 м | 67,1 м |
| Ширина корпусу найб.                                                                                                 | 6,2 м | 6,2 м |
| Висота | 9,6 м | 9,6 м |
| Середня осадка (по КВЛ)                                                                                              | 4,74 м | 4,74 м |
| Водотоннажність надводна                                                                                             | 759 т | 759 т |
| Силова установка | | |
| дизель-електрична; 2 дизельних двигуни Germaniawerft M6V 40/46, 2 електродвигуни Siemens-Schuckert-Werke GU 343/38-8 | | |
| Гвинти | 2 | 2 |
| Потужність | 2800—3200 к.с. (дизелі) 750 к.с. (електродвигуни) | 2800—3200 к.с. (дизелі) 750 к.с. (електродвигуни) |
| Озброєння | | |
| Артилерія | 1 × 88-мм палубна гармата SK C/35 | 1 × 88-мм палубна гармата SK C/35 |
| Торпедно- мінне озброєння                                                                                            | 4 носових і один кормовий ТА 14 торпед або 26 мін TMA чи TMB                                                                                           | 4 носових і один кормовий ТА 14 торпед або 26 мін TMA чи TMB                                                                                           |
| ППО | 1 × 37-мм зенітна гармата Flak M42 1 × 37-мм зенітна гармата M43U 2 × 20-мм зенітні гармати FlaK 30                                                    | 1 × 37-мм зенітна гармата Flak M42 1 × 37-мм зенітна гармата M43U 2 × 20-мм зенітні гармати FlaK 30                                                    |
| Електроніка | Balkongerät | Balkongerät |

U-1105 — німецький середній підводний човен типу VIIC/41, що входив до складу Військово-морських сил Третього Рейху за часів Другої світової війни. Закладений 6 липня 1943 року на верфі компанії Nordseewerke в Емдені, спущений на воду 20 квітня 1944 року. 3 червня 1944 року корабель увійшов до складу 8-ї навчальної флотилії ПЧ ВМС нацистської Німеччини. Єдиним командиром човна був оберлейтенант-цур-зее Ганс-Йоахім Шварц.

## Історія
U-1105 належав до німецьких підводних човнів типу VIIC/41, найчисельнішого типу субмарин Третього Рейху, яких було випущено 703 одиниці. Службу розпочав у складі 8-ї навчальної флотилії підводних човнів, з 16 лютого 1945 року переведений до 5-ї флотилії. У квітні-травні 1945 року здійснив один бойовий похід під час якого уразив торпедами G7es фрегат типу «Кептен» «Редмілл», завдавши його невиправних пошкоджень.
10 травня 1945 року човен капітулював союзникам у Лох Еріболл, Шотландія.
Попри тому, що U-1105 все ще перебував під керівництвом німецького екіпажу, човен включили до складу підводних сил Королівського флоту під номером N-16. Згодом під наглядом фрегату та повітряним супроводом разом з іншими підводними човнами, що здалися, U-1105 через Норт-Мінч прибув до британської військово-морської бази в Лох Алш, пізніше до Лізахалі, Північна Ірландія. Кілька місяців човен перебував під британським контролем, перш ніж U-1105 передали за репараціями США з метою дослідження його унікального синтетичного гумового покриття корпусу.
У 1946 році підводний човен, перейменований у ВМС США знову на U-1105, прибув до Портсмута, штат Нью-Гемпшир. Військово-морська дослідницька лабораторія у Вашингтоні і акустична лабораторія Массачусетського технологічного інституту в Кембриджі провели дослідження його унікальної гумової обшивки. Після завершення досліджень човен було відбуксирувано на Соломонов острів, штат Меріленд, для випробування вибухових речовин.
Рятувальні судна «Салваджер» і «Віндласс», що були призначені для буксирування, витягнули U-1105 в Чесапікську затоку, де його тимчасово затопили. З 10 по 25 серпня проводилися евакуаційні та буксирні випробування. Пришвартований 29 вересня, щоб дозволити прикріпити понтони до його бортів, до 18 листопада U-1105 пройшов чергову серію аварійних і буксирувальних випробувань, коли був затоплений.
Влітку 1949 U-1105 знову підняли і відбуксирували в річку Потомак, де в Пайні-Пойнті підготували до остаточного затоплення. 19 вересня 1949 року на відстані 30 футів (9,1 м) від U-1105 була підірвана глибинна бомба MK.6 вагою 110 кг. Після того, як човен підняли з води, він в останній раз опустився на глибину близько 27 метрів, приземлившись у вертикальному положенні, корпус німецького трофейного човна під тиском розірвався від вибуху аж до кіля.

## Перелік уражених U-1105 суден у бойових походах
| №                                                             | Дата           | Назва     | Тип    | Належність                              | Водотоннажність (брт) | Вантаж | Конвой | Результат та координати                                                        | Наслідки атаки для екіпажу  | Прим.                |
| ------------------------------------------------------------- | -------------- | --------- | ------ | --------------------------------------- | --------------------- | ------ | ------ | ------------------------------------------------------------------------------ | --------------------------- | -------------------- |
| Перший похід (12.04—10.05.1945, 29 діб; Марвікен—Лох Еріболл) |                |           |        |                                         |                       |        |        |                                                                                |                             |                      |
| 1                                                             | 27 квітня 1945 | «Редмілл» | фрегат | Військово-морські сили Великої Британії | 1 300                 |        |        | тотально зруйнований 48°59′ пн. ш. 5°17′ зх. д. / 48.983° пн. ш. 5.283° зх. д. | ? (32 загиблих та ? вижили) | фрегат типу «Кептен» |